# Robert O. Ragland
Robert Oliver Ragland (* 3. Juli 1931 in Chicago, Illinois; † 18. April 2012 in Los Angeles, Kalifornien) war ein US-amerikanischer Filmkomponist.

## Leben
Nach einem Musikstudium an der Northwestern University und in Wien sowie Meisterkursen bei Igor Stravinsky und Nadia Boulanger begann Ragland seine musikalische Laufbahn zunächst als Arrangeur unter anderem für das Dorsey Brothers Orchestra. 1968 startete seine Tätigkeit als Filmkomponist. Er hat über 100 Spielfilme vertont, darunter mehrere Filmmusiken für Produktionen mit Charles Bronson. Daneben hat Ragland auch Kompositionen für die Verleihungszeremonien der Academy Awards und des Emmys geschaffen.

## Filmografie (Auswahl)
- 1972: Das Ding mit den 2 Köpfen (The Thing with Two Heads)
- 1974: Sieben allein (Seven Alone)
- 1975: Mörderhaie greifen an (Sharks’ Treasure)
- 1976: Das Haus mit dem Folterkeller (Mansion of the Doomed)
- 1976: Grizzly
- 1976: Demon (God Told Me To)
- 1979: Noch mehr Abenteuer der Familie Robinson in der Wildnis (Mountain Family Robinson)
- 1982: American Monster (Q: The Winged Serpent)
- 1982: Zeit zu sterben (A Time to Die)
- 1983: Ein Mann wie Dynamit (10 to Midnight)
- 1983: Ein Sprung in der Schüssel (Hysterical)
- 1986: Rebellen des Grauens (The Supernaturals)
- 1987: Der Mordanschlag (Assassination)
- 1988: Das Gesetz ist der Tod (Messenger of Death)
- 1989: Das Alien aus der Tiefe (Alien degli abissi)
- 1990: Der fünfte Affe (O Quinto Macaco)
- 1992: Cold Heart – Der beste Bulle von L.A. (No Place to Hide)
- 1997: Die Hawking Affäre (Motel Blue)
- 1997: Showdown (Top of the World)
- 1999: 127 Tage Todesangst (Lima: Breaking the Silence)
- 1999: Die dreizehnte Legende (The Fear: Resurrection)
- 2004: Kids II – In den Straßen Brooklyns (Downtown: A Street Tale)